# Сапега, Александр Николаевич
Алекса́ндр Никола́евич Сапе́га (бел. Аляксандр Мікалаевіч Сапега; 20 октября 1958 — 27 октября 1990) — советский волейболист, игрок сборной СССР (1981—1984). Победитель розыгрыша Кубка мира 1981, двукратный чемпион Европы, восьмикратный чемпион СССР. Нападающий. Мастер спорта международного класса (1979). Брат волейболиста Юрия Сапеги.

## Биография
Выступал за команду ЦСКА (1977—1985). 8-кратный чемпион СССР (1977—1983, 1985), бронзовый призёр чемпионата СССР 1984, трёхкратный обладатель Кубка СССР (1980, 1982, 1984), трёхкратный обладатель Кубка чемпионов ЕКВ (1977, 1982, 1983). В составе сборной Москвы чемпион (1979) и серебряный призёр (1983) Спартакиад народов СССР. Победитель чемпионата дружественных армий (1978).
В сборной СССР в официальных соревнованиях выступал в 1981—1984 годах. В её составе: победитель розыгрыша Кубка мира 1981, двукратный чемпион Европы (1981, 1983), победитель турнира «Дружба-84».
Александр Сапега погиб 27 октября в 1990 года под Смоленском от рук бандитов. Похоронен в Москве на Митинском кладбище. В 2005 году на том же кладбище был похоронен его брат.
Имя Александра Сапеги носит специализированная детско-юношеская школа олимпийского резерва в Гродно.